# Dante Rossi
Dante Rossi (ur. 28 sierpnia 1936 w Bolonii, zm. 15 marca 2013 w Lavagni) – włoski piłkarz wodny. Złoty medalista olimpijski z Rzymu.
Zawody w 1960 były jego pierwszymi igrzyskami olimpijskimi, wspólnie z kolegami został mistrzem olimpijskim. Brał również udział w IO 64 (czwarte miejsce). Był bramkarzem.